# Fanny Moser

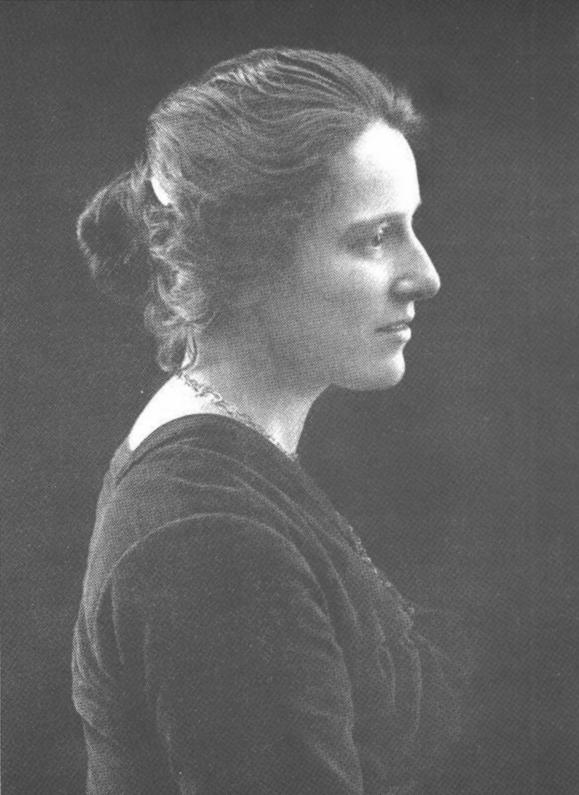
Fanny Moser

Fanny Moser (* 27. Mai 1872 in Badenweiler; † 24. Februar 1953 in Zürich) war eine promovierte Zoologin, später Spukforscherin und schließlich die erste Mäzenin des Freiburger Instituts für Grenzgebiete der Psychologie und Psychohygiene (IGPP).

## Leben
Fanny Moser war eine Tochter des Uhrenfabrikanten, Industriepioniers und Erbauers des „Moserdamms“ Heinrich Moser (1805–1874) aus Schaffhausen und seiner zweiten Ehefrau Fanny Sulzer-Wart (1848–1925). Sie wuchs zusammen mit ihrer Schwester, der späteren Frauenrechtlerin Mentona Moser (1874–1971), erst in Karlsruhe, dann bei Zürich sowie seit 1888 auf der Halbinsel Au in Wädenswil am Zürichsee auf.

### Kindheit
Ihre früheste Kindheit verbrachte Fanny auf „Charlottenfels“, dem schlossähnlichen Sitz über dem Rhein in Neuhausen, welchen ihr Vater für seine erste, 1850 nach einem Unfall jung verstorbene Frau hatte bauen lassen. Sie wurde offenbar von Privatlehrern unterrichtet. Erst 1893, im Alter von 21 Jahren, setzte sie es durch, sich weiter ausbilden zu können. Sie zog nach Lausanne, besuchte dort ein Knabeninstitut und legte 1895 mit großem Erfolg das Maturitätsexamen ab.

### Akademische Laufbahn
Anschließend begann Moser, in Freiburg im Breisgau Medizin zu studieren, wechselte alsbald nach Zürich, wo sie das erste Propädeutikum für Ärzte ablegte, entschloss sich dann aber aus uns unbekannten Gründen, die Ausbildung zur Ärztin aufzugeben und Zoologie zu studieren. Sie tat dies in München, wohin sie im Herbst 1899 zog und wo sie 1902 mit einer Arbeit über „Beiträge zur vergleichenden Entwicklungsgeschichte der Wirbeltierlunge“ den Doktorgrad erlangte. Damit lieferte sie ein Beispiel für akademischen weiblichen Erfolg in den Naturwissenschaften im Deutschland der Kaiserzeit. Nach ihrer Promotion arbeitete sie an der Forschungsstation für Meeresbiologie in Neapel.
1903 heiratete sie auf der Halbinsel Au den tschechischen Musiker und Komponisten Jaroslav Hoppe (* 6. Juli 1878 in Kremsier, † 11. Februar 1926 ebenda), der pflegebedürftig wurde, weshalb Moser und Hoppe Deutschland für eine Zeit verließen und in die mährische Provinz zogen. Hoppe starb 1926 nach schwerer Krankheit. Fanny Moser lebte danach zunächst in München und ab 1943 in Zürich.
Ihr wissenschaftlicher Standpunkt wurde 1914 erschüttert. Bei einer spiritistischen Sitzung wurde Moser Zeugin einer eindrücklichen Tischlevitation. Daraufhin entschied sich Fanny Moser dazu, sich künftig dem seinerzeit gleichermaßen populären wie umstrittenen wissenschaftlichen Okkultismus zu widmen. Ihr Ziel war, den weltanschaulich umkämpften Status hinsichtlich der Echtheit sogenannter parapsychischer und okkulter Phänomene wissenschaftlich zu überprüfen. Mit Privatmitteln legte sie eine wertvolle Sammlung parapsychologischer Literatur an und publizierte nach jahrzehntelangen Recherchen zwei Hauptwerke des wissenschaftlichen Okkultismus: Der Okkultismus – Täuschungen und Tatsachen und Spuk. Irrglaube oder Wahrglaube? Eine Frage der Menschheit.
Moser hinterließ ihre umfangreiche parapsychologische Bibliothek sowie einen beträchtlichen Teil ihres Grundvermögens dem Institut für Grenzgebiete der Psychologie und Psychohygiene in Freiburg unter Hans Bender („Moser-Stiftung“).

## Werke
- Beiträge zur vergleichenden Entwicklungsgeschichte der Wirbeltierlunge (Amphibien, Reptilien, Vögel, Säuger). Dissertation Ludwig-Maximilians-Universität zu München. Friedrich Cohen, Bonn 1902.
- Eine Kulturaufgabe der Frau : Ein Wort an die Frauen. Reinhardt, München 1903.
- Ctenophoren der deutschen Südpolar-Expedition 1901 bis 1903. 1903.
- Siphonophoren der deutschen Südpolar-Expedition 1901 bis 1903. 1903.
- Japanische Ctenophoren. Verlag der Bayerischen Akademie der Wissenschaften, München 1908.
- Die Siphonophoren in neuer Darstellung. Verlag der Bayerischen Akademie der Wissenschaften, München 1921 (von der Preußischen Akademie der Wissenschaften preisgekrönte Publikation (Digitalisat)).
- Die larvalen Verhältnisse der Siphonophoren in neuer Beleuchtung. Schweizerbart, Stuttgart 1928.
- Der Okkultismus – Täuschungen und Tatsachen- 2 Bände. Reinhardt, München 1935 (Digitalisate Bd. 1, Bd. 2). Neuausgabe als: Das große Buch des Okkultismus : Originalgetreue Wiedergabe d. zweibändigen Werkes Okkultismus, Täuschungen und Tatsachen. Mit einer Einleitung von Hans Bender. Walter, Olten 1980, ISBN 3-530-57900-9.
- Spuk. Irrglaube oder Wahrglaube? Eine Frage der Menschheit. Mit einer Vorrede von Carl Gustav Jung. 1950. Neuausgabe: Walter, Olten 1977, ISBN 3-530-57901-7.